# Monteleone Sabino
Monteleone Sabino è un comune italiano di 1 131 abitanti della provincia di Rieti nel Lazio.

## Geografia fisica

### Territorio
Monteleone Sabino sorge a 496 metri di altitudine sul livello del mare, sulle propaggini meridionali dei monti Sabini.
Il borgo medievale prende forma lungo la dorsale di una collina,  in un territorio attraversato dal fiume Farfa.

### Clima
Si riscontra un clima caldo e temperato. La temperatura media invernale si aggira intorno a 1 °C, mentre quella estiva intorno ai 38 °C.

## Origini del nome
Le origini del nome sono incerte e sull'argomento sono state espresse varie ipotesi. La prima vede il leone come il simbolo dell’antica città romana sulle cui rovine è sorto: Trebula Mutuesca. Questo fornirebbe la spiegazione alla presenza di molte statue di pietra raffiguranti questo animale all’interno del paese, dalle quali avrebbe preso il nome.
Una seconda versione è quella che fa risalire il nome del paese alla famiglia Brancaleoni di Romania, che vi dominò dal 1344 fino alla metà del secolo successivo. 
Un’altra ipotesi, attinta dalla tradizione popolare, vuole che il nome del paese si ricolleghi alla somiglianza che intercorre tra la fisionomia geografica che assume la collina (Monte) e il dorso longilineo del leone che aspetta argutamente la sua preda. Tale ipotesi, tuttavia, non dispone di fondamenta probative e testimonianze storiche documentate.

## Storia
Il paese è di origine altomedievale, mentre sul suo territorio si trova l'antica città sabina di Trebula Mutuesca, luogo di importanti ritrovamenti archeologici.

## Monumenti e luoghi d'interesse

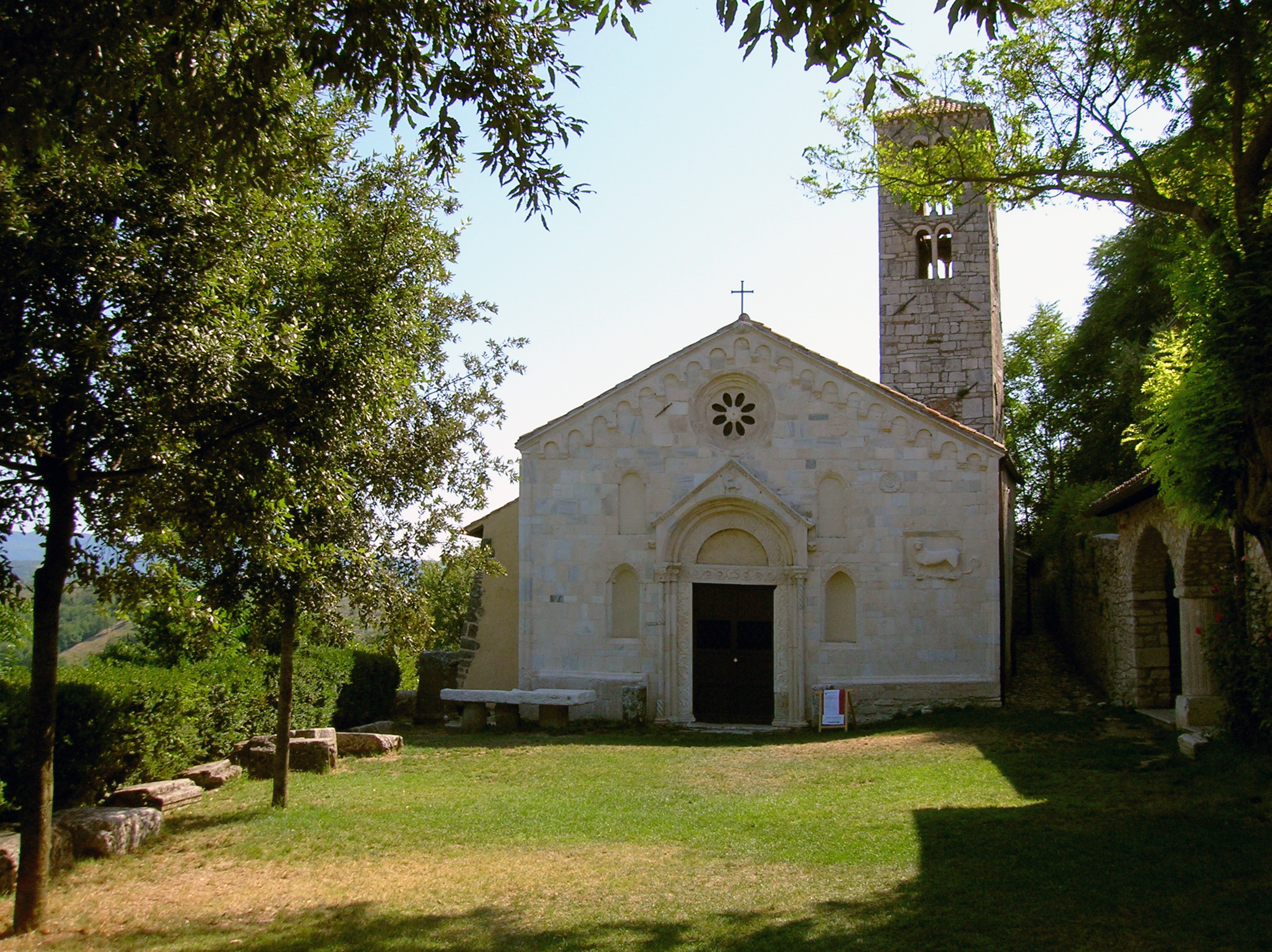
Il Santuario di Santa Vittoria

### Architetture religiose
- Santuario di Santa Vittoria[7]
- Chiesa parrocchiale di San Giovanni Evangelista
- Chiesa conventuale di Santa Maria dei Colli
- Chiesa di S. Nicola (Madonna del Rosario)
- Chiesa parrocchiale S. Giovanni Evangelista (fraz. Ginestra Sabina)
- Chiesa S. Maria (fraz. Ginestra Sabina)
- Chiesa SS Trinità (fraz. Ginestra Sabina)

### Siti archeologici
- Anfiteatro romano ed area archeologica di Trebula Mutuesca

Musei
• Museo archeologico Trebula Mutuesca 
Percorsi naturalistici
• Il cammino di Santa Vittoria 

## Società

### Evoluzione demografica
Abitanti censiti

## Cultura

### Musei
- Museo civico archeologico "Trebula Mutuesca"[9] [10]

### Cucina
Piatti tipici: Fettuccine alla Trebulana, delle fettuccine al sugo condite anche con piselli, funghi, prosciutto e pancetta. Ciambelletto all'anice, una ciabella salata un po' più grande che viene lanciata dai balconi o finestre delle case di coloro che posseggono le statuine dei santi durante le 3 feste durante l'anno, nel cosiddetto "lanciu dei ciammellitti"

### Festa della patrona
La seconda domenica di maggio e i due giorni precedenti a questo giorno si festeggia la festa della patrona Santa Vittoria. Il sabato e la domenica si sfila per le vie del paese con una solenne processione dove vengono trasportate anche le reliquie della santa e, insieme a ciò, la statua di Santa Vittoria e un'altra piccola statuina che le famiglie partecipanti alla deputazione ogni anno si scambiano e la conservano nelle loro case. Durante la festa si esegue anche il tipico "lanciu dei ciammellitti"

## Economia

### Agricoltura
- Produzione olio extravergine d'oliva DOP

## Infrastrutture e trasporti

### Strade
L'arteria di collegamento di maggiore importanza per Monteleone è la Strada statale 4 Via Salaria, che collega il comune a Roma e al capoluogo Rieti.
Monteleone si trova a circa cinque chilometri dalla Salaria. Al paese si accede con una tortuosa strada di circa tre chilometri; ai suoi piedi scorre il vecchio tracciato della Salaria (oggi strada provinciale n. 43 "Salaria Vecchia"), che si collega al tracciato moderno della statale in località Ponte Buida (poco prima di Osteria Nuova). Nella stessa località ha inizio inoltre la Strada statale 314 Licinese.

## Amministrazione
Nel 1923 passa dalla provincia di Perugia in Umbria, alla provincia di Roma nel Lazio, e nel 1927, a seguito del riordino delle circoscrizioni provinciali stabilito dal regio decreto n. 1 del 2 gennaio 1927, per volontà del governo fascista, quando venne istituita la provincia di Rieti, Monteleone Sabino passa a quella di Rieti.

### Gemellaggi
- Santa Vittoria in Matenano

### Altre informazioni amministrative
Fa parte della XX Comunità montana dei Monti Sabini.